# آن واتانابي
آن واتانابي (باليابانية: 杏) هي عارضة أزياء ومغنية ومقدمة تلفزيونية وعارضة وممثلة يابانية، ولدت في 14 أبريل 1986 بشيبويا في اليابان.
هي ابنة كين واتانابي ، ممثلة سينمائية.

## المهنة
كان أول موسم عرض أزياء شهير لاتانابي هو ربيع وصيف 2006 ، عندما ظهرت في عروض الفرقة لآنا سوي وديان فون فورستنبرغ وتومي هيلفيغر وفيفيان توم ، من بين آخرين. كما لعب دور البطولة في المواسم التالية لـ Baby Phat و Imitation of Christ و Karl Lagerfeld و Lacoste و Marc by Marc Jacobs و Thakoon.
يظهر واتانابي في إعلانات آنا سوي المطبوعة ومستحضرات التجميل NARS. كانت نموذج الصورة الرئيسي لـ Secret Wish Magic Romance Sui للطباعة والفيديو.

## الحياة الشخصية
تزوجت من الممثل ماساهیرو هیکاشیده في 1 يناير 2015. [6]
في 16 مايو 2016 ، أنجبت واتانابي فتاتين توأمين. ولدت في 7 نوفمبر 2017.
في 23 يناير 2020 ، كشف شوكان بونسون أن زوج واتانابي لم يتزوج من الممثلة إيريكا كاراتا منذ عام 2017 ، عندما كانت واتانابي حاملاً بطفلهما الثالث ، وهو ما أكده لاحقًا محامي هيغاشيدي. في 1 أغسطس 2020 ، أنهت واتانابي طلاقها من هیکاشیده ، ووعدت بالعمل معهم لرعاية الأطفال.

## أعمال فنية

### مسلسل
تانجوكو وجيجوكو (تلفزيون أساهي ، 2007)
    السماء والأرض (NHK ، 2009) ، Megohim
    فلاتفيش جاسوس (NTV ، 2009)
    مدرسة الساموراي الابتدائية (NTV ، 2009)
    الوافد الجديد (TBS ، 2010 ، الحلقة 1)
    ناكا ناي إلى كيميتا هاي (تلفزيون فوجي ، 2010)
    جوكر: سوزان التي لا تُغتفر (تلفزيون فوجي ، 2010)
    اسمي مفقود (تلفزيون فوجي ، 2011)
    الرجل الطيب (NTV ، 2011)
    كيوموري تايرا (NHK ، 2012) ، هوجي ماساكو
    xxxHOLiC (WOWOW، 2013)
    كاسوكا ناكاجو (تلفزيون فوجي ، 2013)
    نوش جان (NHK، 2013)
    هاناساكي ماي تتحدث (NTV ، 2014–) ، هاناساكي ماي
    التاريخ - Koi to wa Donna Mono Kashira (Fuji TV ، 2015)
    غرق اليابان: شعب الأمل (2021) ، شينا مينور

### الفيلم
ساكورا نو سونو (2008)
    أسبوع الموضة (2009)
    ضمادة (2010)
    أطفال النينجا !!! (2011)
    فيلم يوكاي نينغن بيم (2012)
    المعلومات البلاتينية (2013)
    معادلة نصف الصيف (2013)
    السيدة هكوساي (2015) ، في دور Ovi (Doubler)
    المفقودات (2016)
    الأوركسترا الذهبية! (2016)
    بلاد العجائب من الميلاد (2019)
    مكعبات (2021)

### مذياع
شريط الكتاب (2008 حتى الآن)

### وثائقي
أطلال آسيا العظيمة (المعروفة أيضًا باسم «حلقة الحضارة» ، 2015 ، NHK ، كسائح)

### ألبومات
Lights (2010, Epic/Sony)
Ai o Anata ni (2012, Epic/Sony)

## أعمال

### أفلام
- (2010) بانديج

## وصلات خارجية
- آن واتانابي على موقع IMDb (الإنجليزية)
- آن واتانابي على موقع ميوزك برينز (الإنجليزية)
- آن واتانابي على موقع قاعدة بيانات الفيلم (الإنجليزية)
- آن واتانابي على موقع دليل عارضات الأزياء (الإنجليزية)